# Gat (hovedbeklædning)
 For alternative betydninger, se Gat. (Se også artikler, som begynder med Gat)
En gat (koreansk: 갓) er en traditionel hovedbeklædning fra Korea, som blev båret af mænd sammen med den traditionelle koreanske beklædning hanbok i tiden under Joseon-dynastiet. Den er fremstillet af hestehår omkring en ramme af bambus, og er delvis gennemsigtig når den er udført i sort farve.
De fleste gatte er cylindrisk udformede og med en bred skygge på en ramme af bambus. Det var kun gifte mænd fra middelklassen i det sene 19. århundredes Korea som havde lov at bære en gat, som repræsenterede deres sociale status og beskyttede deres traditionelle frisure kaldet sangtu (koreansk: 상투).
Under Joseon-dynastiet var en sort gat (heungnip; koreansk: 黑笠 og 흑립) kun beregnet til mænd som havde været gennem gwageo, en undersøgelse af kommende tjenestemænd i offentlig tjeneste. Almuefolk havde en variant kaldet paeraengi (koreansk: 패랭이), som var vævet af splittet bambus.